# Genesee (Idaho)
Genesee è una città degli Stati Uniti d'America, situata nello Stato dell'Idaho e in particolare nella Contea di Latah.